# Genizah

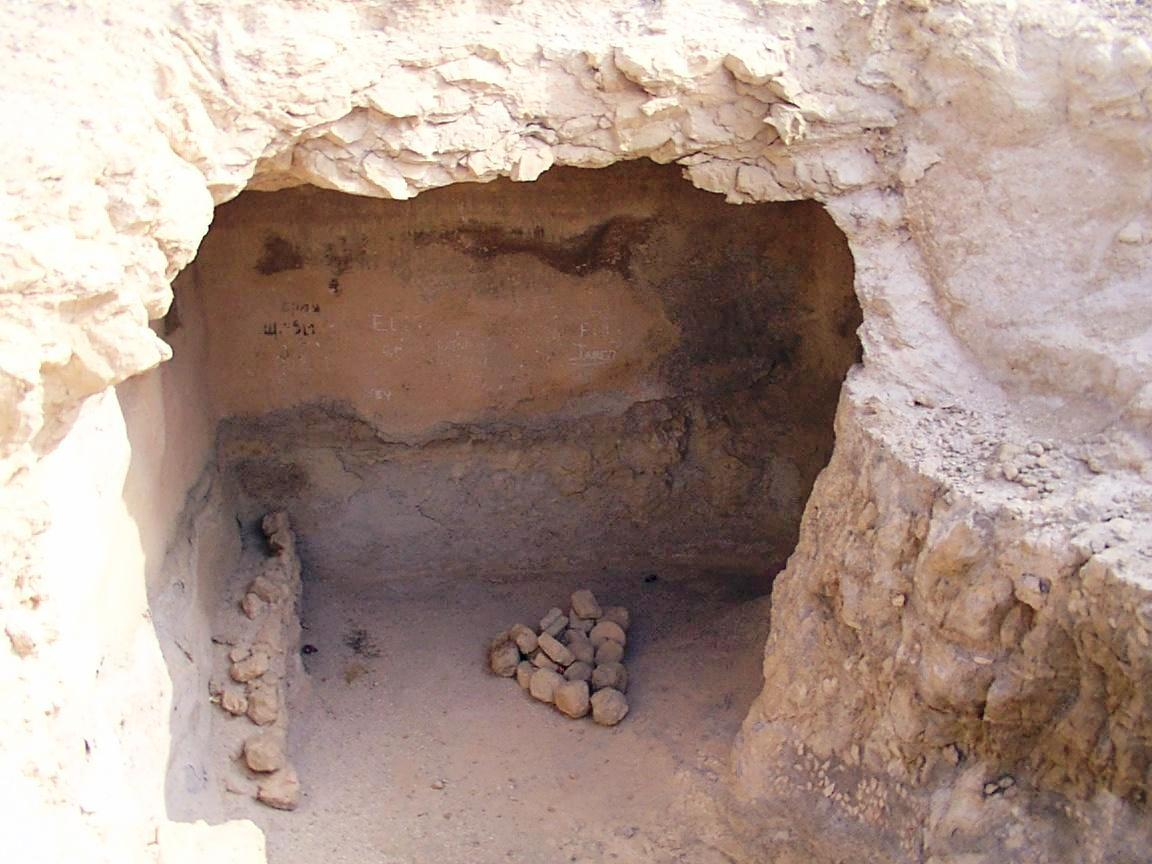
Masada; mogelijke genizah.

Een genizah (of geniza; Hebreeuws voor: "opslag") is een opslagruimte in een Joodse synagoge, die bestemd is voor versleten Hebreeuwse boeken en papieren over religieuze onderwerpen. Die werden daar opgeslagen, tot ze een echte begrafenis konden krijgen. Het was namelijk verboden om iets weg te gooien waar de heilige Naam van God op stond, zelfs niet als die werd aangeroepen in een persoonlijke brief. In de praktijk werd een genizah ook gebruikt voor wereldse teksten en teksten in andere talen zoals het jiddish.
De inhoud van de genizah werd om de zoveel tijd plechtig begraven op de begraafplaats, de Bet hayyim. Dat gebeurde in Jeruzalem elke zeven jaar, of vaker als er grote droogte was, want men geloofde dat dit regen bracht. Volgens een nog oudere traditie begroef men de religieuze geschriften in de armen van een overleden goede of wijze man.

## De Geniza als vindplaats van handschriften
Abraham ben Samuel Firkovitsj (1786-1874) kocht vele honderden handschriften die afkomstig waren uit de geniza's van Karaïtische synagogen in Jeruzalem en andere plaatsen in het Midden-Oosten. Uiteindelijk kwamen ze terecht in de Nationale bibliotheek van Sint-Petersburg. In de Firkovitsj collectie bevinden zich ongeveer 2300 handschriften, waarvan er 14 tussen de jaren 930 en 1121 ontstaan zijn. Het belangrijkste is de Codex Leningradensis uit 1008, die de basis vormt van de christelijke versie van het Oude Testament. De handschriften zijn geschreven tussen 870 AD en de 19e eeuw.

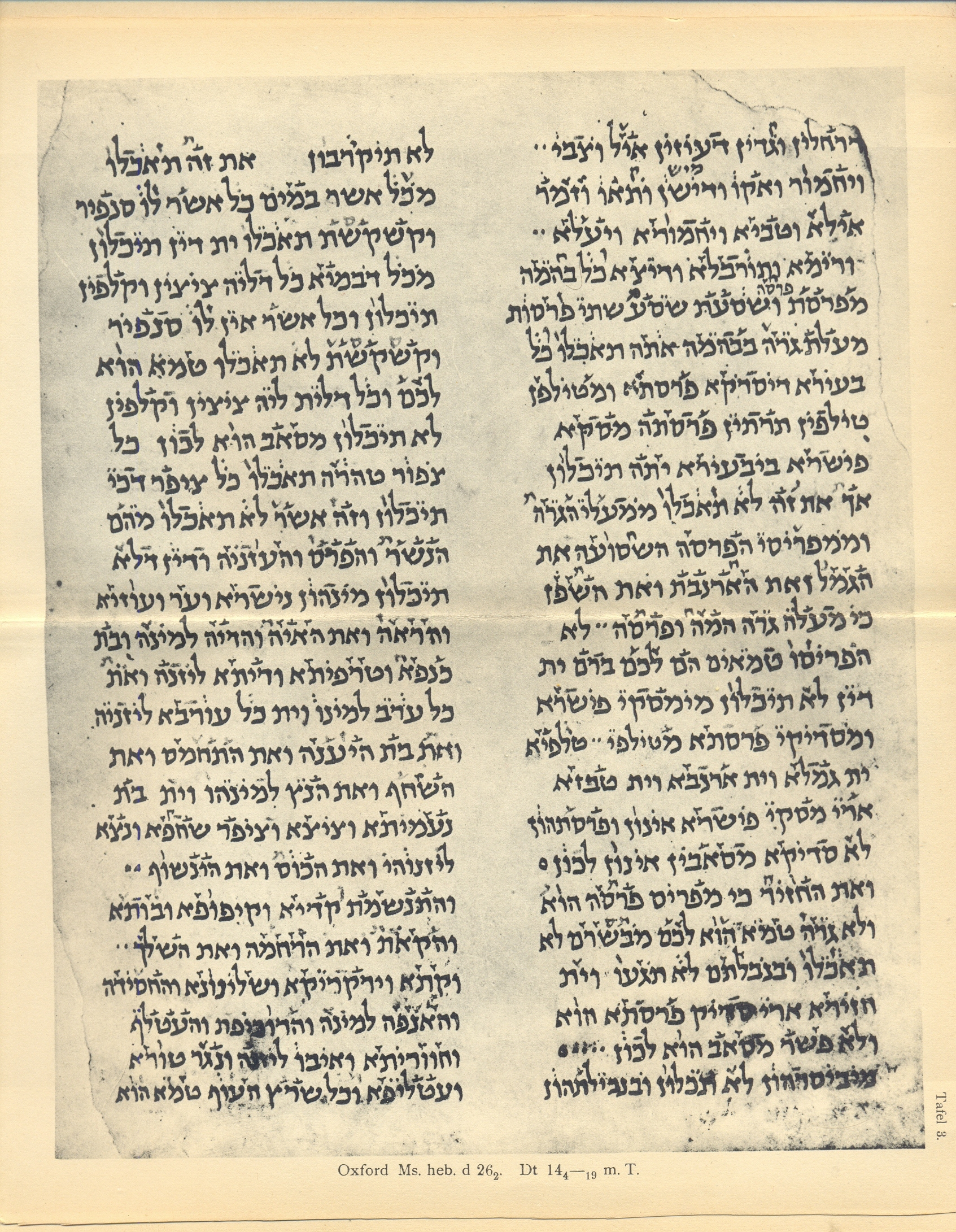
Uit de genizah van Caïro. De tekst van Deuteronomium 14:4-9 in het Hebreeuws en Aramees met Babylonische vocalisatie.(Dat is het toevoegen van diakritische vocaaltekens in consonantenschrift)

De grootste vondst van documenten was die uit de genizah van Caïro in de Ben Ezra synagoge in Fustat in Egypte. De genizah bevatte ruim 450.000 pagina’s, voor een groot deel alleen fragmenten. De oudste fragmenten dateren uit de zesde eeuw. De laatste aan de genizah toegevoegde fragmenten zijn uit de negentiende eeuw. Het grote aantal documenten vindt zijn oorzaak in het feit, dat begin elfde eeuw een herbouw van de synagoge plaatsvond. Er kwam ook een nieuwe zeer ruime genizah. Daarin was zoveel ruimte dat het tot in de negentiende eeuw niet noodzakelijk was manuscripten te begraven.
Het meeste materiaal is geschreven tussen 950-1250 tijdens de periode van het kalifaat van de Fatimiden en de dynastie van de Ajjoebiden. Het grootste deel van het materiaal bestaat uit literatuur die gerelateerd is aan religieuze onderwerpen, maar een aanzienlijk deel handelt over activiteiten die verbonden zijn aan alledaagse activiteiten op persoonlijk, cultureel en commercieel gebied. Veel van  deze aspecten zijn ook nog onderling verbonden, omdat zij in een aantal gevallen handelen over dezelfde personen, gebeurtenissen of instituties. Dit gehele corpus bevat uniek materiaal over niet alleen de sociale, culturele en economische economische geschiedenis van het jodendom in de middeleeuwse islamitische wereld, maar ook van de sociale en economische geschiedenis van het pre-Ottomaanse Midden-Oosten als geheel.
Aan het eind van de negentiende eeuw werd in Europa het grote wetenschappelijke belang van deze collectie duidelijk. Met toestemming van de joodse gemeente in Egypte werd vanaf 1885 in toenemende mate  het materiaal uit de genizah beschikbaar gesteld voor wetenschappelijk onderzoek. Ongeveer 70% van het materiaal uit de genizah wordt nu als de Taylor-Schechter Cairo Genizah Collection beheerd door de Cambridge University Library.